# Дем'янська волость
Дем'янська волость — адміністративно-територіальна одиниця Переяславського повіту Полтавської губернії з центром у селі Дем'янці.
Станом на 1885 рік складалася з 17 поселень, 22 сільських громад. Населення — 8244 осіб (4007 чоловічої статі та 4237 — жіночої), 1387 дворових господарства.
|                     | Площа, десятин | У тому числі орної, дес. |
| ------------------- | -------------- | ------------------------ |
| Сільських громад    | 10402          | 7680                     |
| Приватної власності | 5211           | 3301                     |
| Іншої власності     | 578            | 488                      |
| Загалом             | 16191          | 11469                    |

Поселення волості:
- Дем'янці — колишнє власницьке село при річці Альта за 7 верст від повітового міста, 1928 осіб, 325 дворів, православна церква, школа, постоялий будинок, 29 вітряних млинів, маслобійний завод. За 4 версти — цегельний завод.
- Борисівка — колишнє власницьке село при річці Альта, 133 особи, 25 дворів, православна церква, 3 вітряних млини.
- Вовчків — колишнє державне та власницьке село при річці Трубіж, 847 осіб, 150 дворів, православна церква, 21 вітряних млини.
- Гайшин — колишнє державне та власницьке село при річці Трубіж, 840 осіб, 126 дворів, православна церква, постоялий будинок, 13 вітряних млинів.
- Гланишів — колишнє державне та власницьке село при річці Трубіж, 690 осіб, 131 двір, постоялий будинок, 20 вітряних млинів.
- Пристроми — колишнє державне та власницьке село при річці Трубіж, 1374 особи, 237 дворів, православна церква, постоялий будинок, 27 вітряних млинів.
- Стовп'яги — колишнє державне та власницьке село при річці Карапа, 510 осіб, 124 дворів, православна церква, постоялий будинок, 8 вітряних млинів.
- Харківці — колишнє державне та власницьке село при річці Альта, 816 осіб, 175 дворів, православна церква, постоялий будинок, 20 вітряних млинів.

Старшинами волості були:
- 1900 року — козак Василь Якимович Гордієнко[2];
- 1903—1904 роках — козак Семен Павлович Дмитренко[3],[4];
- 1906—1907 роках — козак Василь Якимович Гордієнко[5],[6];
- 1913—1916 роках — Омелян Степанович Губарь[7],[8],[9].